# Larry Butler (hudební producent)
Larry Butler (* jako Larry Lee Butler; 26. března 1942 Pensacola, Florida, USA – 20. ledna 2012 tamtéž) byl americký country hudební producent, skladatel a hudebník. Nejvíce byl znám spolupráci s Kenny Rogersem. Je spoluautorem skladby „(Hey Won't You Play) Another Somebody Done Somebody Wrong Song“, kterou složil pro B. J. Thomase. Za skladbu získal svou první cenu Grammy. Druhou Grammy získal v roce 1980 (producent roku). Byl též klavíristou, hrál například ve skladbě „Honey“ od Bobbyho Goldsboroa.